# Куликова, Алла
Алла Куликова (род. 2 февраля 1977) — российская дзюдоистка, призёр чемпионатов России, бронзовый призёр чемпионата Европы в командном зачёте, мастер спорта России. Выступала в полутяжёлой (до 78 кг), тяжёлой (свыше 78 кг) и абсолютной весовых категориях. Трижды (1997, 1998, 2000 годы) становилась серебряным и семь раз — бронзовым призёром чемпионатов страны. Завершила спортивную карьеру.

## Спортивные результаты
- Чемпионат России по дзюдо 1996 года —
- Чемпионат России по дзюдо 1997 года —
- Чемпионат России по дзюдо 1998 года (до 78 кг) —
- Чемпионат России по дзюдо 1998 года (абсолютная категория) —
- Чемпионат России по дзюдо 1999 года —
- Чемпионат России по дзюдо 2000 года —
- Чемпионат России по дзюдо 2001 года (до 78 кг) —
- Чемпионат России по дзюдо 2001 года (абсолютная категория) —
- Чемпионат России по дзюдо 2002 года —
- Чемпионат России по дзюдо 2004 года —